# Harare International Conference Center
Das Harare International Conference Center (HICC) ist eine Multifunktionsarena in der Hauptstadt von Simbabwe, Harare. Es ist Teil des 5-Sterne Hotels Rainbow Towers und bietet Platz für 4.500 bis 10.000 Personen.

## Veranstaltungen
- 1989: Eric Clapton (Journeyman World Tour, 2 Konzerte)
- 2013: Zahara Musical Show
- 2014: African Telecommunication Conference
- 2014: The Sunday Mail National Bride of the Year Award
- 2014: Oliver Mtukudzi (Greatest Hits Tour, 1 Konzert)
- 2014: Harare International Carnival